# Лебедєво (Калінінський район)
Лебедєво (рос. Лебедево) — присілок в Калінінському районі Тверської області Російської Федерації.
Населення становить 158 осіб. Входить до складу муніципального утворення Нікулинське сільське поселення.

## Історія
Від 2005 року входить до складу муніципального утворення Нікулинське сільське поселення.

## Населення
| 1859 | 1886 | 2002 | 2010 |
| ---- | ---- | ---- | ---- |
| 57   | ↗81  | ↗209 | ↘158 |